# Муинди, Джимми
Джимми Муинди — кенийский легкоатлет, бегун на длинные дистанции. Чемпион мира среди юниоров 1992 года в беге на 3000 метров с препятствиями.
На чемпионате мира 2005 года бежал марафоне, но не смог закончить дистанцию.

## Достижения
- 1994: 4-е место на Гонолульском марафоне
- 1997: 7-е место на Бостонском марафоне - 2:12.49
- 1997:  Гонолульский марафон - 2:12.50
- 1999:  Пражский марафон - 2:11.33
- 1999:  Гонолульский марафон - 2:16.45
- 2000:  Гонолульский марафон - 2:15.19
- 2000: 7-е место на Пражском марафоне - 2:14.17
- 2001: 11-е место на Берлинском марафоне - 2:11.42
- 2002: 5-е место на Берлинском марафоне - 2:08.25
- 2003:  Сеульский марафон - 2:08.53
- 2003: 5-е место на Чикагском марафоне - 2:08.57
- 2003:  Гонолульский марафон - 2:12.59
- 2004: 4-е место на Чикагском марафоне - 2:08.27
- 2004:  Гонолульский марафон - 2:11.12
- 2005:  Роттердамский марафон - 2:07.49,1
- 2005:  Гонолульский марафон - 2:12.00
- 2006:  Чикагский марафон - 2:07.51
- 2006: 5-е место на Сеульском марафоне - 2:12.20
- 2007:  Гонолульский марафон - 2:18.53 (после дисквалификации победителя)